# Cidaria passerata
Cidaria passerata là một loài bướm đêm trong họ Geometridae.